# Император Александр III (линкор)
«Император Александр III», «Воля», «Генерал Алексеев»— линкор-дредноут Русского Императорского военно-морского флота типа «Императрица Мария». Участник Первой мировой войны на Чёрном море. Уведён в 1920 году в составе белого флота в Бизерту.

## История

### Строительство

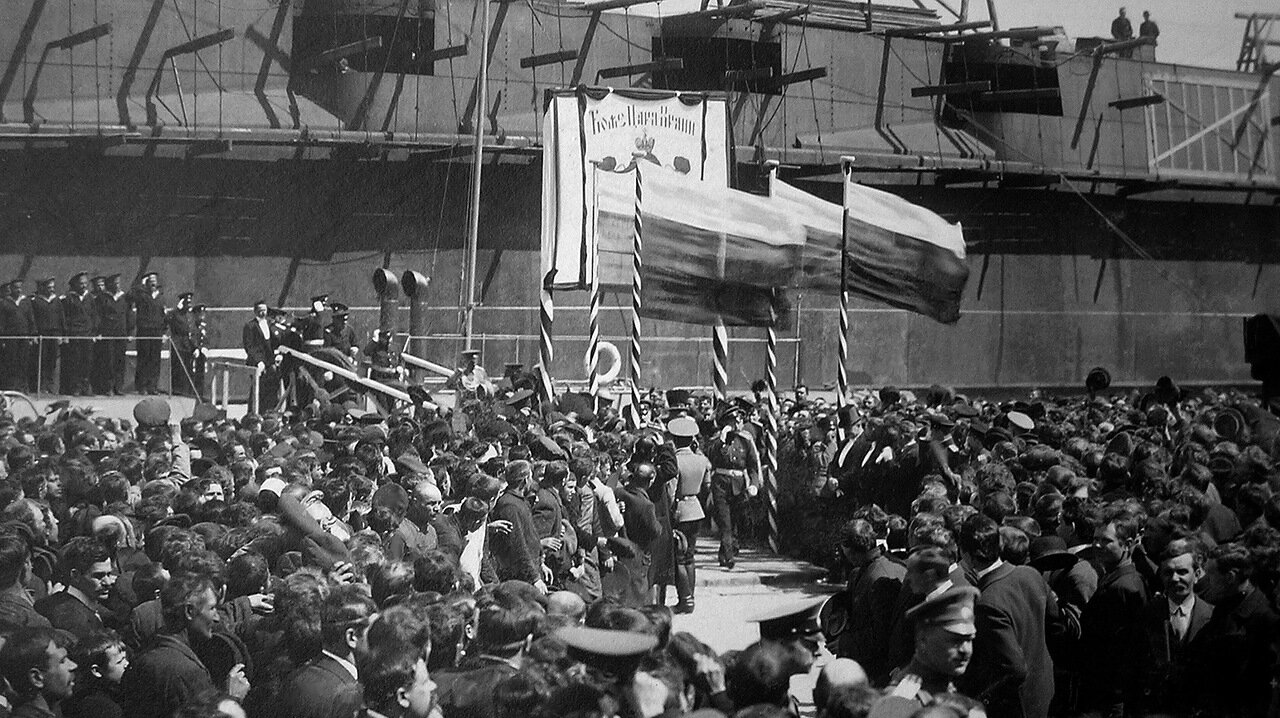
Николай II сходит с подлодки «Нарвал» на фоне строящегося линкора «Император Александр III». Апрель 1915 г.

11 июня 1911 года заложен на заводе «Руссуд» в Николаеве одновременно с однотипными линкорами «Императрица Мария» и «Императрица Екатерина Великая». Строитель — Л. Л. Коромальди.
Спущен на воду 2 апреля 1914 года. В первой половине 1917 года прошёл испытания и вошёл в состав Черноморского флота. После февральской революции 1917 года получил имя «Воля».

### Первая мировая война

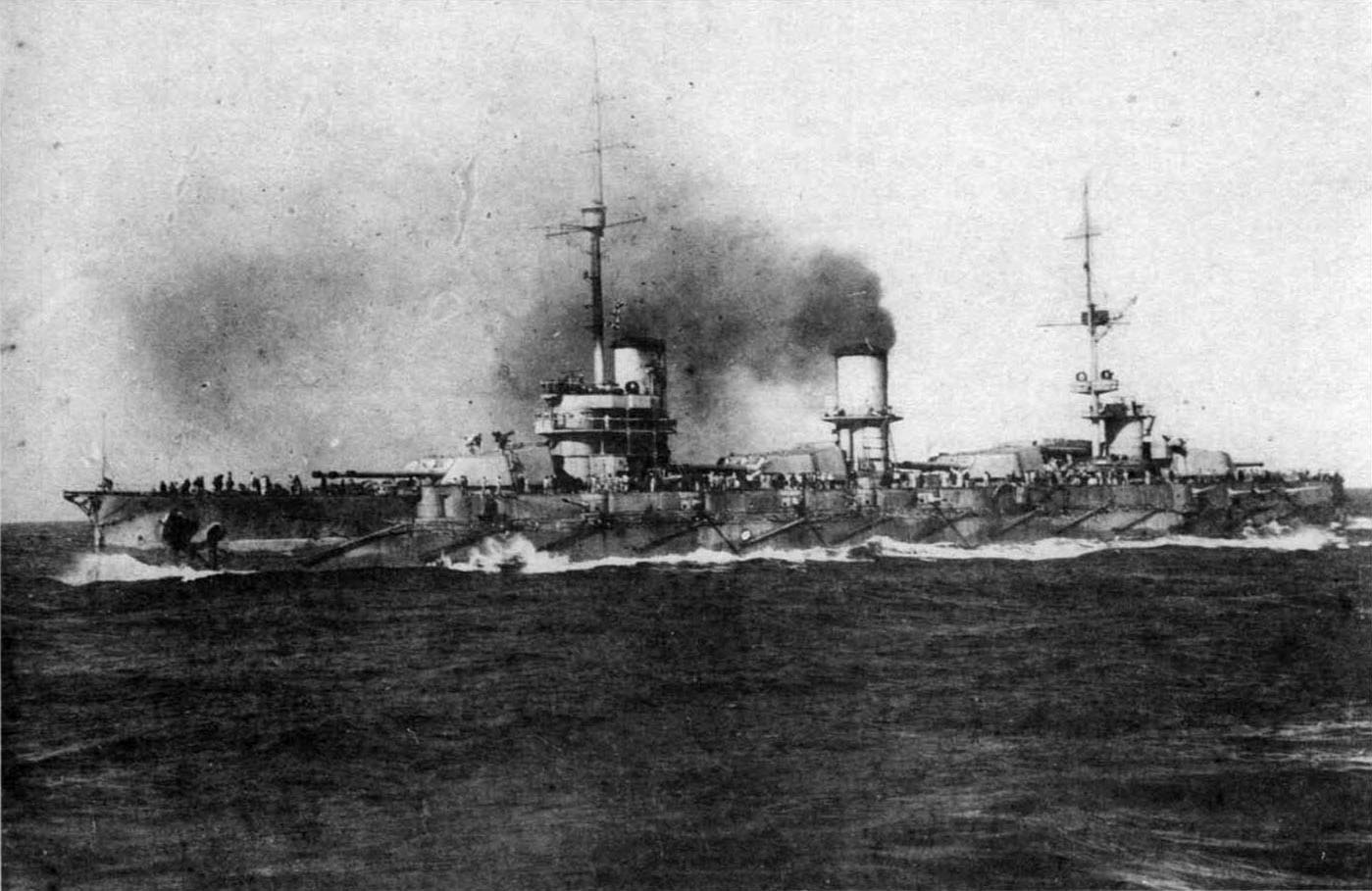
«Воля» в 1917 году

В октябре 1917 года крейсировал у турецких берегов. В ноябре 1917 выходил в море на перехват турецкого крейсера «Мидилли».
Перешёл на сторону большевиков в декабре того же года. Принимал активное участие на стороне большевиков в боях за Одессу в январе 1918 года. 29 апреля 1918 поднял украинский флаг, однако, когда выяснилось, что наступление немцев продолжается, он был спущен. 1 мая 1918 перешёл из Севастополя под Андреевским флагом в Новороссийск, вместе с некоторыми другими кораблями Черноморского флота.

### Интервенция
После заключения Брестского мира (март 1918) германское правительство потребовало от большевиков перевести корабли в Севастополь, находившийся под немецким контролем. Ленин приказал затопить корабли, послав для выполнения этого приказа в Новороссийск Фёдора Раскольникова. На кораблях черноморского флота шли непрерывные митинги для обсуждения судьбы кораблей и массовое дезертирство. На «Воле» после очередного бурного митинга большинством голосов решили вернуться в Севастополь.
Кораблём распоряжалась германская оккупационная администрация. С уходом из Севастополя германских войск, на «Воле» и других кораблях 24 ноября 1918 вновь подняли Андреевские флаги, но явившиеся на место немцев недавние союзники — британцы и французы — захватили корабли и под британским флагом и с британской командой отправили их в турецкий порт Измид.

### Гражданская война
В августе 1919 года «Воля» и ряд других кораблей вновь под Андреевскими флагами вернулись во вторично занятый Добровольческой армией Севастополь. Линкор был переименован в «Генерал Алексеев» (в честь М. В. Алексеева) и возглавил Белый Черноморский флот. Участвовал в боевых операциях Белой армии против занятого красными побережья Днепро-Бугского лимана. С Тендровского рейда корабль вёл артиллерийские дуэли с очаковскими батареями Красной армии, отражал атаки их самолётов.

### Флагман Белого флота (1920—1924)
14 ноября 1920 года «Генерал Алексеев», в составе Русской эскадры, возглавил караван кораблей, эвакуировавший белых из Крыма в Константинополь.
В декабре дредноут, в качестве флагмана остатков белого флота, пришел в Бизерту, французскую военно-морскую базу в Тунисе (Северная Африка). 29 декабря 1920 в Бизерте корабли русской эскадры были интернированы Францией.
В бухте-озере, соединённой с морем глубоководным естественным каналом, русские корабли стояли на якорях в течение 4 лет. До конца 1924 года на палубах шла служба.
В 1924 году французский министр иностранных дел Эдуард Эррио установил дипломатические отношения с СССР. 30 октября 1924 года, после признания правительством Франции Советского правительства, русская эскадра была официально расформирована и флаги на русских кораблях были спущены. На дредноуте Андреевский флаг был спущен 30 ноября 1924 года.

### Гибель корабля
В конце 1924 года академик А. Н. Крылов возглавил советскую комиссию, целью которой являлась подготовка соединения русских кораблей к возвращению на Чёрное море. В состав комиссии был включён командующий русской эскадрой адмирал М. А. Беренс. В конце декабря 1924 года советская техническая комиссия во главе с академиком Крыловым прибыла в Бизерту, где составила список кораблей, подлежащих передаче СССР.
Знаменитый кораблестроитель, увидя вновь свои корабли (дредноут и эсминцы), проектирование которых осуществлялось при его активном участии, не отказал себе в удовольствии прочесть сопровождающим его французским морякам небольшую лекцию об их превосходных боевых качествах. Тогда французов особенно заинтересовал дредноут. Советская миссия не удалась по «политическим» причинам. Дредноут был формально передан во владение СССР представителям советской власти, Крылову и Е. А. Беренсу. Но планам возвращения корабля на родину помешали политические обстоятельства (СССР отказался оплачивать царские долги) и Франция уклонилась от выполнения соглашения по флоту.
Таким образом, посланная в Бизерту советская техническая комиссия свою задачу не выполнила и (по согласованию с руководством СССР) констатировала, что линкор «Генерал Алексеев», как и остальные корабли, к тому времени, проржавел настолько, что их ремонт не оправдал бы себя. Стороны не смогли согласовать возврат корабля, частично из-за его неважного состояния, а частично из-за требования Франции оплатить издержки за его содержание в предыдущие годы в Бизерте.
В 1936 году русский дредноут был уведен в Брест (Франция), где в процессе разборки на металл его конструкция была исследована французскими кораблестроителями.

## Наследство линкора «Император Александр III»

### Орудия в Финляндии
Орудия русского линкора французы сохранили в арсенале в Бизерте. 12 305-мм орудий в 1940 году были предложены французами Финляндии, но финны получили только восемь орудий, 6 из которых были использованы Финляндией для береговых батарей на островах Мякилуото и Куйвасаари, а 2 штуки вернули после переговоров в СССР.
В конце Великой Отечественной войны батарея из трёх железнодорожных транспортёров, захваченных финнами в базе ВМФ Ханко, восстановленных с использованием этих орудий, была передана Советскому Союзу и использовалась по назначению в составе советской береговой обороны на Балтике. В настоящее время одно из орудий, поставленных на специальное железнодорожное шасси, находится в форте Красная горка, другое выставлено в музее железных дорог России в Санкт-Петербурге, а третье экспонируется в музее на Поклонной горе в Москве.

### Орудия на «Атлантическом вале»
Четыре орудия не успели прибыть в Финляндию и были в Норвегии захвачены немцами в 1940 году.
В 1942 году эти орудия немцы установили на батарее «Мирус» на острове Гернси в Ла-Манше, являвшимся одним из укреплённых пунктов «Атлантического вала».
Три орудия из береговых батарей на островах Аэгна и Найссаар немцы как компенсацию передали Финляндии для восстанавливаемой батареи на полуострове Ханко. В сентябре 1944 года, после подписания соглашения о перемирии с Финляндией, эти орудия были возвращены СССР и состояли на вооружении.
На батарее «Мирус» орудия простояли до окончательного их демонтажа в 1951 году. Распространено заблуждение, что в 1957 году два из этих 305-мм орудий были использованы при съемках приключенческого фильма «Пушки острова Наварон». На самом деле в съёмках использовались 283-мм орудия с немецкого линкора «Гнейзенау».

### Флаг и имя
Именно спуск флага «Генерала Алексеева» в Тунисе, состоявшийся в октябре 1924 года, стал символом прекращения существования Русской эскадры. Флаг «Императора Александра III» сохранился в Австралии, в эмигрантской Кают-компании русских морских офицеров. В 1975 году он был передан священнику, сыну одного из морских офицеров. В 2014 году флаг был передан российскому военно-историческому обществу, отреставрирован и доставлен в Ялту, где министр культуры РФ Владимир Мединский передал его президенту РФ Владимиру Путину.
В 2015 году Мединский присутствовал на закладке новейшей стратегической атомной подводной лодки проекта 955 «Борей», в своей речи он упомянул про возвращённый в Россию флаг и сообщил, что присвоение новому подводному крейсеру имени «Император Александр III» является свидетельством преемственности истории Российской Империи и Российской Федерации.

## Командиры
- 10.03.1914 — хх.хх.хххх — капитан 1-го ранга Федорович, Михаил Иосифович
- хх.хх.1915 — хх.хх.1916 — капитан 1-го ранга Молас, Эммануил Сальвадорович
- 1916  — капитан 1-го ранга Степанов, Иван Иванович
- 21.11.1920 — хх.хх.1922 — капитан 1-го ранга Федяевский, Иван Константинович[7]
- хх.08.1922 — хх.10.1923 — капитан 1-го ранга Григорков, Владимир Александрович[7].